# Laothoe austauti
Laothoe austauti ist ein Schmetterling (Nachtfalter) aus der Familie der Schwärmer (Sphingidae). Die Art wurde von Staudinger zu Ehren von Jules Léon Austaut benannt, wobei Staudinger jedoch ein Fehler unterlief und er die Art als Smerinthus austanti beschrieb. Er selbst korrigierte diesen, weswegen das Artepitheton in Publikationen ab etwa 1880 bereits austauti geschrieben wurde. Auf Grund der langen und einheitlichen Verwendung dieses Namens, ist er gemäß Art. 33.3.1 ICZN die korrekte Schreibweise für das Artepitheton. Die Art ist nahe mit dem Pappelschwärmer (Laothoe populi) verwandt und bildet mit ihm gelegentlich Hybride.

## Merkmale
Die Falter erreichen eine Flügelspannweite von 95 bis 120 Millimetern und sind damit größer als die ähnliche Nominatunterart des Pappelschwärmers. Sie haben eine sehr ähnliche Farbe, die jedoch etwas blasser als bei der ähnlichen Art ist. Es werden jedoch wie auch bei dieser die gleichen Farbformen ausgebildet. Häufig kann man beispielsweise die dunkelbraune forma brunnea beobachten. Die Fühler der Männchen sind im Querschnitt mehr dreieckig und abgeflachter, als bei der ähnlichen Art. Bei den Genitalien sind die apikalen Lappen des Sacculus mehr dreieckig zulaufend. Der Uncus ist entsprechend breiter.

### Eier
Die Eier sind in ihrer Erscheinung nicht von denen des Pappelschwärmers zu unterscheiden, sind jedoch etwas größer.

### Raupe
Die Raupen erreichen eine Körperlänge von etwa 90 Millimetern, womit sie deutlich größer und auch stämmiger als die Raupen der Pappelschwärmer werden. Sie treten in einer grünen und einer bläulich-weißen Farbvariante auf. Die nach dem Schlupf etwa sechs Millimeter langen Raupen sind blassgrün. Ihr rauer Körper ist mit feinen gelben Tuberkeln und Punkten übersät. Zudem tragen sie sieben gelbe, schräg verlaufende Seitenstreifen und je eine ebenso gefärbte Längslinie beidseits des Rückens. Ihr Kopf ist abgerundet, das lange Analhorn ist blass-orange. Meistens sind die Raupen bis zum vierten Stadium in dieser Weise gefärbt, wobei das Analhorn zunehmend stämmiger und der Kopf spitzer wird. Der erste und letzte schräge Seitenstreifen wird kräftiger, als die übrigen. Nach und nach bildet sich je ein gelber Streifen auf den Wangen aus. Ab dem zweiten Stadium verschwinden die dorso-lateralen Längsstreifen. Bei den blau-weißen Tieren sind diese Musterungen blasser und nahezu weiß gefärbt. Im letzten Stadium bilden die Streifen auf den Wangen ein nunmehr oranges, umgedrehtes „V“ am Kopf. Dazwischen ist der Kopf glänzend blau gefärbt. Das Analhorn ist anders als beim Pappelschwärmer hauptsächlich orange gefärbt, nur dorsal ist es blaugrün. Es ist glänzender, länger und hat einen zylindrischeren Querschnitt.

### Puppe
Die Puppe ist 45 bis 55 Millimeter lang. Sie hat eine mehr ins rötliche gehende Farbe als die des Pappelschwärmers, wie sie auch beim Lindenschwärmer (Mimas tiliae) auftritt, ähnelt in ihrer Form aber der Puppe des Abendpfauenauges (Smerinthus ocellatus).

## Vorkommen

Verbreitung von Laothoe austauti.

Die Art ist im Atlasgebirge und dem küstennahen Flachland Marokkos, Nordalgeriens und Tunesiens sowie den angrenzenden Wüstengebieten beheimatet. Sie besiedelt Fluss- und Bachläufe mit Pappel- und Weidenbewuchs, auch in Wüstengebieten. Man findet die Art aber auch auf Feldern, Plantagen und in Oasen.

## Lebensweise
In der Regel fliegt die Art in zwei Generationen im April/Mai und im Juli/August. Seltener wird eine dritte Generation ausgebildet. Die Raupen findet man von April bis Oktober, meistens hoch oben auf den Bäumen und nur selten nahe am Erdboden. Die Raupen ernähren sich von Pappeln (Populus) und Weiden (Salix) und sind auch an den meisten durch den Menschen in ihr Verbreitungsgebiet eingeschleppten Kulturformen dieser Gattungen zu finden. Die Verpuppung findet bis zu 10 Zentimeter tief eingegraben im Erdboden statt. Die Puppe überwintert. Die Erzwespenart Ooencyrtus telenomicida ist als Parasitoid der Art nachgewiesen.

## Belege